# Людельзен
Людельзен (нем. Lüdelsen) — город в Германии, в земле Саксония-Анхальт. 
Входит в состав района Зальцведель. Подчиняется управлению Бетцендорф-Дисдорф.  Население составляет 276 человек (на 8 апреля 2024 года). Занимает площадь 22,99 км².